# Visia
Visia, rod slatkovodnih crvenih algi iz porodice Batrachospermaceae, dio reda Batrachospermales. Rod je opisan 2019. godine izdvajanjem vrsta iz roda Batrachospermum.

## Vrste
1. Visia cayennensis (Montagne) O.Necchi & A.García - tip
2. Visia cylindrocellularis (Kumano) O.Necchi & A.García
3. Visia longiarticulata (O.Necchi) O.Necchi & A.García
4. Visia turgida (Kumano) O.Necchi & A.García